# Villa Schröder
Villa Schröder (Rietveld Schröderhuis) är ett bostadshus i Utrecht i Nederländerna, ritat av arkitekten Gerrit Rietveld. Huset uppfördes 1924 för Truus Schröder och hennes barn som bestämt att huset så långt som möjligt skulle designas utan väggar. Huset är ett av de mest kända exemplen på De Stijl-arkitektur och möjligen den enda "sanna" De Stijl-byggnaden. 

## Beskrivning
Det skiljer sig radikalt, såväl interiört som exteriört, från tidigare arkitektur. Det två våningar höga huset har byggts mot gaveln till ett radhus, men gör inga som helst försök att passa in i den omgivande bebyggelsen.
Inomhus finns ingen statisk indelning av rum; istället finns ett dynamiskt, förändringsbart öppet område. Bottenvåningen kan sägas vara traditionell; kring en trappa placerad i mitten av huset, finns köket och tre sitt-/sovrum. Övervåningen angavs som vindsvåning för att tillmötesgå planmyndigheternas brandskyddsbestämmelser. Den utgör, med undantag för en toalett och ett badrum, ett stort, öppet område. Rietveld ville låta övervåningen förbli sådan, men Truus Schröder kände att den borde kunna användas både som en öppen och som en indelad yta. Detta uppnåddes med ett system av skjut- och svängbara paneler. När hela ytan är till fullo indelad, består våningen av tre sovrum, badrum och ett vardagsrum. Mellan detta och den helöppna planlösningen finns en ändlös serie av varianter, som var och en skapar sina egna spatiala möjligheter.
Fasaden är ett collage av plan och linjer vars komponenter är på ett avsiktligt sätt åtskilda och till synes verkar glida förbi varandra. Detta ger möjlighet att ha flera balkonger. Liksom Rietvelds Röd och blå stol, har varje komponent sin egen form, position och färg. Färgerna valdes för att förstärka fasadernas plasticitet; fasadytorna är i vitt och i olika nyanser av grått, fönster- och dörrkarmar svarta, därtill ett antal linjära element i primärfärger.
Truus Schröder bodde i huset fram till sin död 1985. Huset restaurerades av arkitekten Bertus Mulder och är i dag ett museum öppet för allmänheten.
Huset ligger i Utrecht i ett område med ordinär nederländsk radhusbebyggelse, intill en motorväg från 1960-talet. Det blev ett världsarv år 2000.